# Гольдбергівська вулиця
Го́льдбергівська вулиця — вулиця міста Харкова, розташована в Основ'янському адміністративному районі. Починається від Аерокосмічного проспекту і йде на захід до Москалівської вулиці. Далі до Володимирської вулиці короткий відрізок Гольдбергівської йде вже по території Новобаварського району.

## Історія і назва

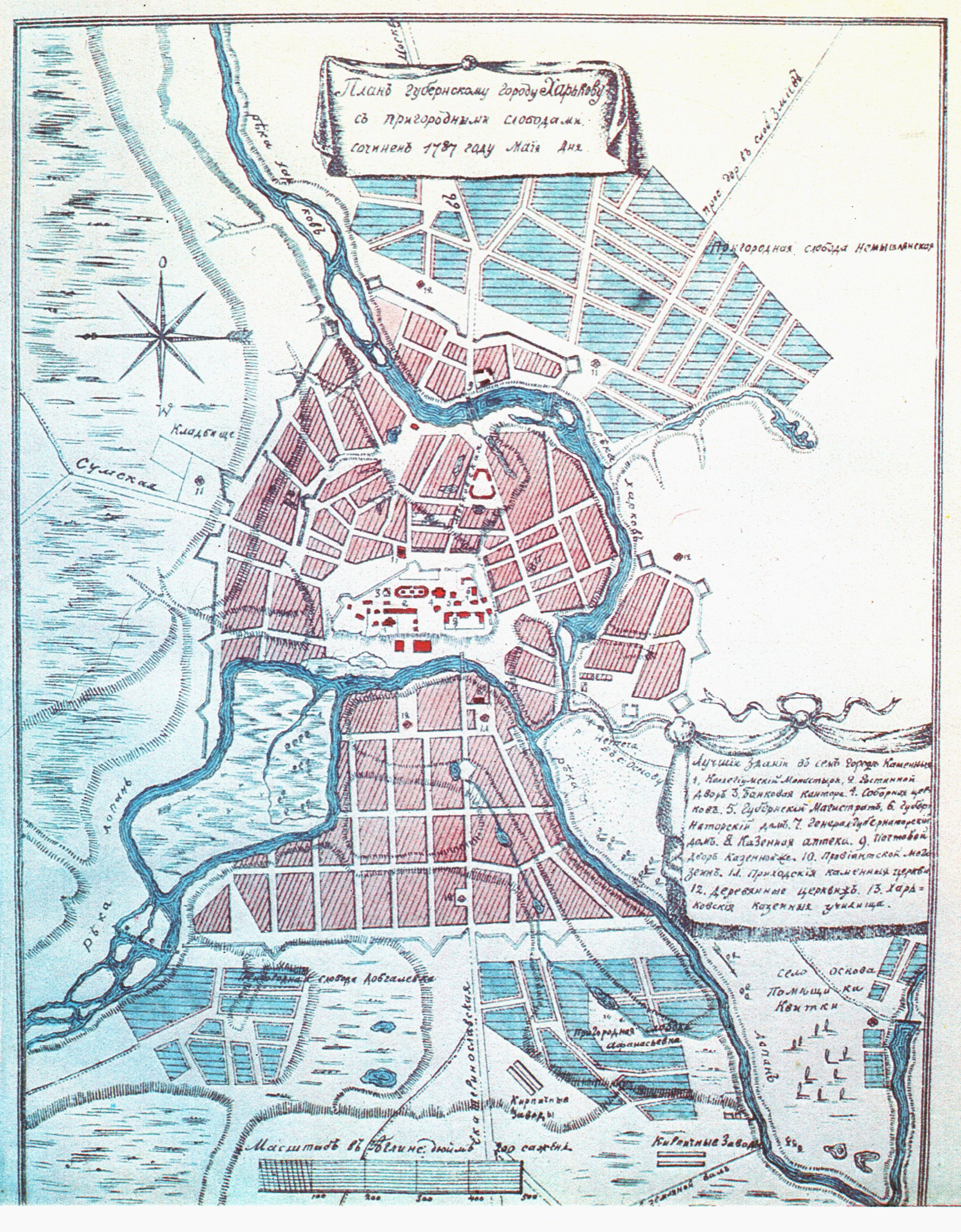
Мапа Харкова 1787 року. Повернута на 90° проти годинникової стрілки. Північ спрямована вліво.

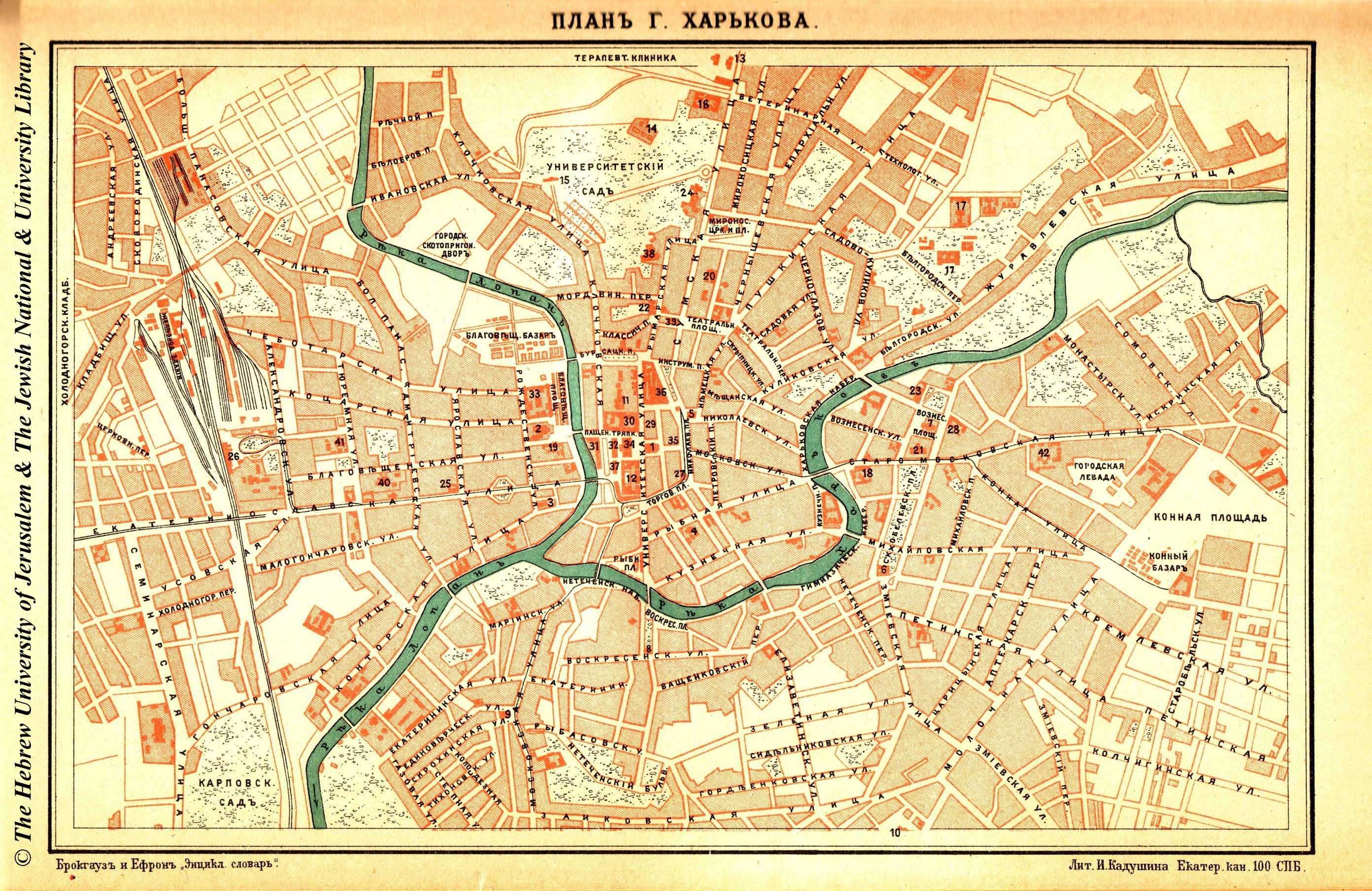
Заїківська вул. на плані Харкова 1903 р.

У часи правління Петра I на місці Гольдбергівської вулиці розміщались дерево-земляні оборонні споруди, зображені на мапі 1787 р.
Пізніше на її місці проходив шлях до слободи Заїківка, яка тоді була за межею міста. Починаючи з 1870-х років дорога поступово перетворюється на Заїківську вулицю. Під цією назвою вулиця існувала до 1968 р., коли їй була присвоєна назва на честь Першої кінної армії.
20 листопада 2015 р., згідно із законом про декомунізацію, вулиці була дана нова назва — Гольдбергівська, на честь Григорія Йосиповича Гольберга, єврейського купця, який прийняв православ'я й побудував на вулиці храм. При перейменуванні вулиці в назві припустились помилки, оскільки прізвище Г. Гольберга писалось без букви «д».

## Будинки

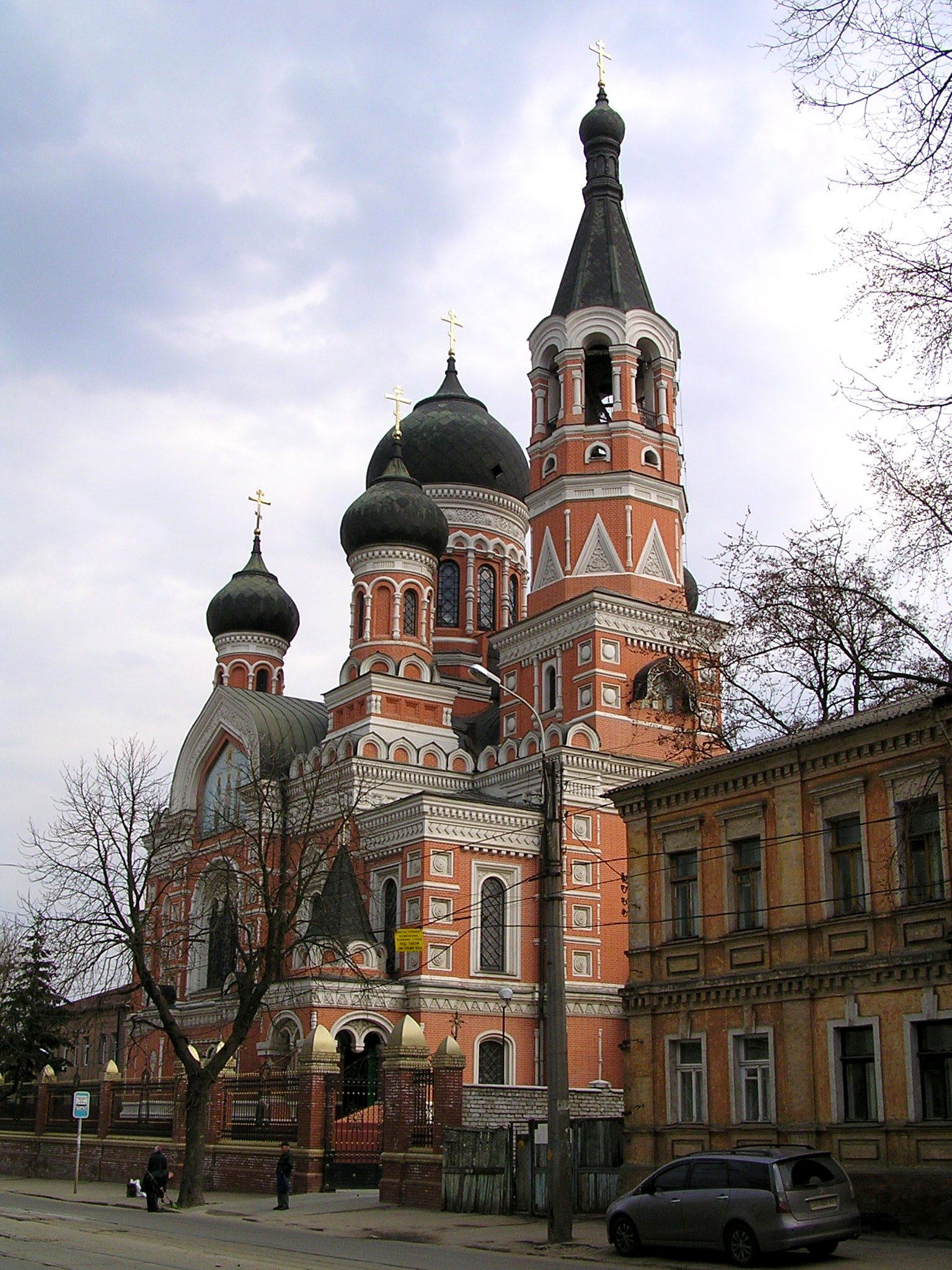
Трьохсвятительська церква

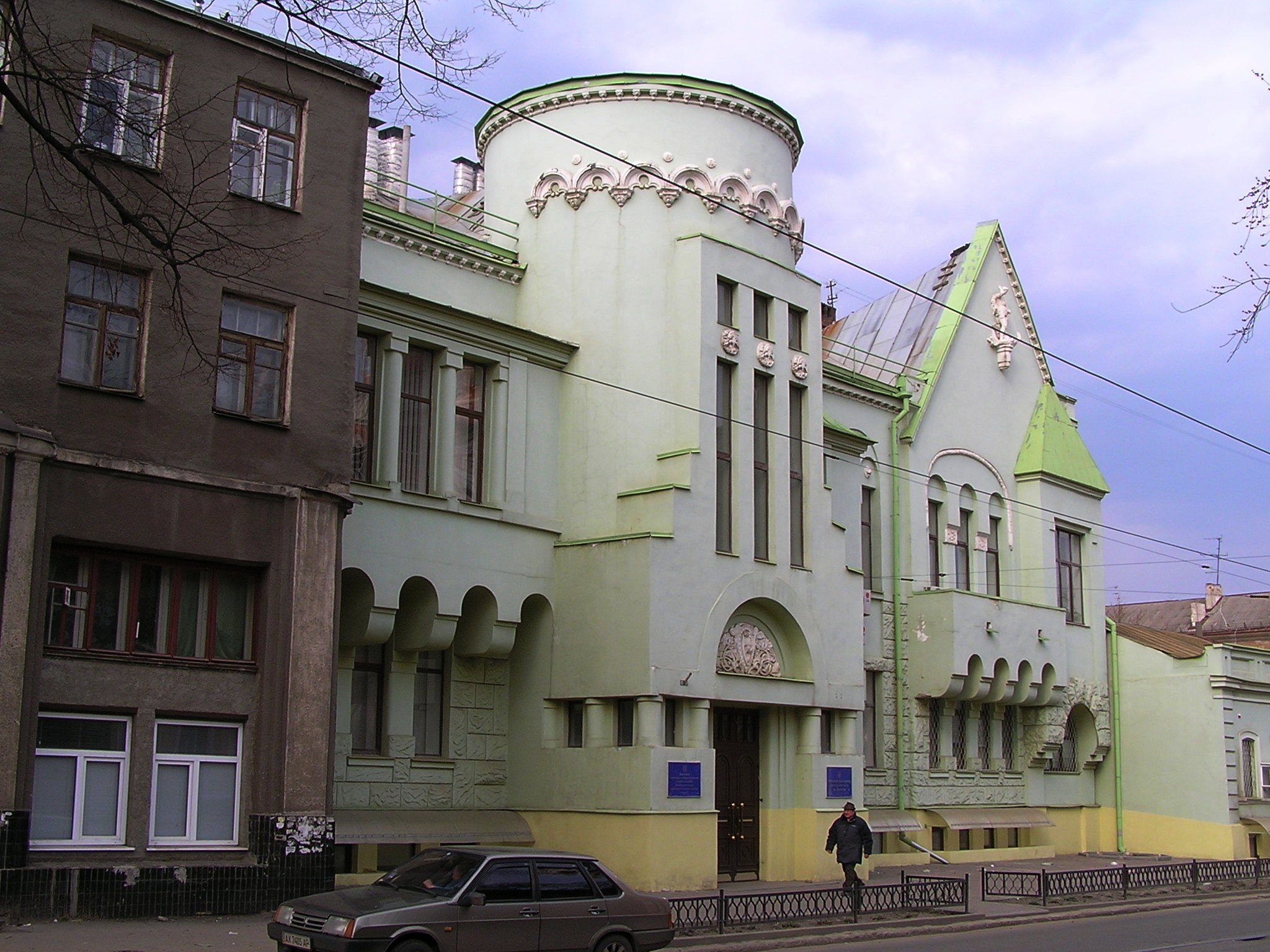
Буд. № 104. Особняк Григорія Йосиповича Гольберга

- Буд. № 15 — Управління пенсійного фонду України в Основ'янському районі м. Харкова.
- Буд. № 52 — Відділення поштового зв'язку № 10 «Укрпошти»
- Буд. № 77 — Будівля училища за проектом арх. І. І. Загоскіна, 1914—1915 р., побудована на ділянці землі, яка належала Г. Гольбергу.[2] Нині тут розміщується Харківський технікум залізничного транспорту. Будівля зруйнована в результаті російської атаки в ніч на 3 листопада 2023 року[3].
- Буд. № 98 — Пам'ятка архітектури Харкова, житловий будинок, 1913 р., арх. Е. А. Гельмер.
- Буд. № 101 — Пам. арх. Трьохсвятительська церква (так звана «Гольбергівська»). Побудована у 1907—1915 роках за проектом арх. М. І. Ловцова під керівництвом арх. В. М. Покровського.
- Буд. № 104 — Пам. арх., 1913 р. Особняк, арх. В. А. Естрович. Нині Харківська міська санітарно-епідеміологічна станція.[4]
- Буд. № 106 — Пам. арх., Поч. XX століття, арх. О. М. Гінзбург. Нині адміністративна будівля.

## Інженерні споруди і транспорт
Гольдбергівська вулиця перетинає залізничну гілку, яка підходить з півдня на станцію Харків-Левада. Над залізницею побудований шляхопровід.
Вулицею ходить трамвай № 27, автобус № 14, 128е, 211е.
Зупинки громадського транспорту: Вул. Заїківська — Вул. Лисаветинська — Вул. Греківська — Трьохсвятительська церква.